# Hellenisme (religie)
Het hellenisme of hellenistisch polytheïsme (Grieks: Ελληνική εθνική θρησκεία) is een moderne religieuze beweging, die de Griekse mythologie en de oud-Griekse godsdienst aan de hand van antieke en moderne bronnen reconstrueert en aan de moderne wereld aanpast. Als hoofdgoden worden de twaalf Olympische goden vereerd.
In Griekenland is het hellenisme sinds de jaren 1990 aan een opmars bezig; vanaf 1997 bestaat er een organisatie die opkomt voor het hellenisme, namelijk Supreme Council of Ethnikoi Hellenes. Polytheïstisch reconstructionisme is zelf geen religie, maar is de methodologie voor het herinvoeren van een historische polytheïstische religie in de moderne wereld.
Hellenismos, of hellenisme, is de helleense religie en de traditionele manier van leven, gefocust op de Griekse goden, in het specifiek gericht tot de twaalf Olympiërs. Ook het herstel van de klassieke Griekse waarden en ethiek valt hieronder.

## Bestaan en groeperingen
Het hellenistisch reconstructionisme (Hellenismos) bestaat in Griekenland en andere landen. Er is geschat dat er ongeveer 2000 echt genoteerde volgelingen zijn van de religie in Griekenland zelf, met daarbij zo'n 100.000 die soortgelijke interesses hebben (anno 2005). Er bestaan geen officiële cijfers van volgelingen wereldwijd.
Er bestaat eigenlijk geen officiële benaming voor de religie. Men zegt zowel hellenisme, Hellenismos, hellenistisch reconstructionisme, de Helleense religie als de Helleense traditie. Hellenismos is een term die vooral populair is in Engels sprekende landen. Het woord komt overeen met het Engelse woord Hellenism en betekent (in het Oudgrieks) de beschaving en cultuur van het oude Griekenland, maar wordt ook gebruikt in het Nieuwgrieks om te verwijzen naar de volledigheid van het Helleense volk en cultuur. Het gebruik van deze term in verband met religie stamt af van een systematische inrichting van de Griekse religie door de Romeinse keizer Julianus Apostata. Deze term werd voor het eerst gebruikt in een moderne context door Andrew Campbell, de schrijver van het boek Old Stones, New Temples.

### In Griekenland
De Griekse organisatie Ύπατο Συμβούλιο των Ελλήνων Εθνικών (Eng: Supreme Council of Ethnikoi Hellenes of afgekort tot YSEE; Opperste Raad van Etnische Hellenen in het Nederlands) die in 1997 is ontstaan, treedt op als een parapluorganisatie in Griekenland en is openbaar actief. YSEE is een van de stichtende leden van het World Congress of Ethnic Religions (WCER; Wereldcongres van Etnische Religies) en leidde het zevende WCER-congres in juni 2004. YSEE tracht de organisatie te worden die de Helleense religie wereldwijd vertegenwoordigt. YSEE is bovendien een lid van het EU-actieprogramma om discriminatie te bevechten. Ongeveer 2500 mensen waren aanwezig bij het YSEE Prometheia feest in 2005. De organisatie verwijst voornamelijk naar de religie als "Etnisch Polytheïstisch, Helleense Traditie" of simpelweg "Hellenismos". De volgelingen worden door haar "Ethnikoi Hellenes" genoemd.
Een andere Griekse organisatie is Dodekatheon (Gr: Δωδεκάθεον), dat Twaalf Goden betekent en dus verwijst naar de Olympiërs. Zij gebruikt de term ἑλληνικὴ θρησκεία (hellēnikē thrēskeia) wat vertaald wordt als Helleense religie.
Een derde organisatie is Hellinki Hetaireia Archaiophilon (Lat: Societas Hellenica Antiquariorum). Zij verkiezen de benaming: de traditionele Helleense religie van de Dodekatheon.

## Helleens polytheïsme
De oude Grieken waren een polytheïstisch volk, en zij namen hun religie met zich mee van hun thuisland in het eigenlijke Hellas, naar de vele kolonies in Magna Graecia, Ionië, de kusten van de Zwarte Zee, enzovoorts. De religie evolueerde uit eerdere tradities van de Mykeense beschaving die hen voorafging in Hellas, en mogelijk ook met elementen uit de nog oudere Minoïsche religie.
Aan het einde van de vierde eeuw culmineerde het verval van de traditionele polytheïstische religies van het Imperium Romanum, die al vele tientallen jaren bezig was, door de groei van het christendom in een reeks edicten van keizer Theodosius I die alle heidense religies verbood, en alle heidense tempels in het Imperium liet sluiten. Deze werden vervolgens geplunderd en onteerd door christenen om hun overwinning te vieren. Desondanks bleven heidense tradities vaak nog bestaan, vooral op het platteland en in afgelegen gebieden. De laatste oude Helleense polytheïsten werden pas in de 10e eeuw uitgeroeid door verplichte bekering tot het christendom in Lakonië, dat toen onderdeel was van het Byzantijnse Rijk.
Het Helleense polytheïsme vereert als primaire goden de Dōdekátheon (Grieks: Δωδεκάθεον) of Twaalf Olympische Goden. Er bestaan verscheidene variaties in samenstelling van de Twaalf, maar de meest gebruikte is de volgende: Zeus, Hēra, Poseidōn, Apóllōn, Artemis, Aphrodítē, Arēs, Hēphaistos, Athēna, Hermēs, Dēmētēr, en Hestia. In een andere veel voorkomende variant neemt Dionysos de plaats in van Hestia, die voor hem haar plaats zou hebben afgestaan om onder de mensen te vertoeven. Naast de Twaalf leefden nog tal van andere goden op Olympos, zoals Hēraklēs en zijn derde vrouw Hēbē. Daarnaast waren er nog verscheidene goden die elders verbleven, zoals Haidēs en zijn bruid Persephonē, Hekátē, de Mousai, enz.
De oud-Griekse religie kende dus zeer veel variaties qua belang dat aan bepaalde goden werd gehecht, al waren er ook bepaalde ideeën die steeds terugkeert. Zeus was bijvoorbeeld steeds koning der goden. Daarnaast kende iedere polis eigen mythes of variaties van mythes, eigen geloven, praktijken en tradities. Iedere polis kan dus in feite omschreven worden als een eigen denominatie, welke wel eerder gericht is op een juiste praktijk, dat wil zeggen een praktijk die beantwoordt aan Nomos Arkhaios of "oude gewoonte". Dit is de Griekse manier van denken en doen. De cultus in een polis was ruwweg in te delen in 3 cultussferen:
- de publieke of populaire cultus die door de polis werd georganiseerd, met alle religieuze feestelijkheden die daarmee samenhingen, teneinde de gunst van de Goden voor de polis te verzekeren.
- de private of huishoudcultus die door de families werden gepraktiseerd om de zegen van de Goden voor het huishouden en de familie te verzekeren.
- de mysteriecultus, waarvan er verscheidene waren, die enkel door ingewijden kon worden beleden.